# Hardwareluxx
Hardwareluxx (HWLUXX) ist ein deutschsprachiges Onlinemagazin, das von der Hardwareluxx Media GmbH mit Sitz in Hannover betrieben wird. Bis 2012 wurde außerdem eine Zeitschrift mit dem Titel Hardwareluxx [printed] herausgegeben.

## Geschichte
Hardwareluxx Media wurde im Dezember 2000 gegründet und betreibt seitdem mit Hardwareluxx ein Onlinemagazin über Computer-Hardware. Die angeschlossene Community Forum de Luxx galt im Jahr 2009 nach der Statistik von big-boards.com als die größte Plattform ihrer Art in deutscher Sprache. Ab 2005 gab das Unternehmen eine viermal jährlich erscheinende Zeitschrift heraus, die die Bezeichnung Hardwareluxx [printed] trug. Diese wurde im März 2012 eingestellt, da die Zahl der Auflagen und Anzeigekunden stetig sank. Mit der Einstellung der Zeitschrift wurde der Fokus auf das Onlinemagazin gelegt. So ist dieses inzwischen in vier verschiedenen Sprachen verfügbar und weist eine Reichweite von 2,1 Millionen Besuchern monatlich auf.

## Themen
Das Magazin richtet sich hauptsächlich an PC-Enthusiasten und High-End-User. Die Leser besitzen im Allgemeinen ein gewisses Grundwissen über den Umgang mit dem Computer. Daher werden vorwiegend komplexere Sachverhalte, Tests zu High-End-Produkten und detaillierte Anleitungen veröffentlicht.